# Paul Lévy
Paul Pierre Lévy (Parigi, 15 settembre 1886 – Parigi, 15 dicembre 1971) è stato un matematico e statistico francese, noto soprattutto per i suoi contributi alla teoria della probabilità, di cui fu uno dei massimi esponenti del XX secolo insieme a György Pólya e Andrej Kolmogorov.
Appartenente ad una famiglia di accademici di origine ebraica, Lévy frequentò l'École Polytechnique avendo tra i suoi insegnanti Émile Picard, Henri Poincaré e Jacques Hadamard, e pubblicando il suo primo lavoro all'età di 19 anni, prima ancora di laurearsi. Ottenuta la laurea nel 1906, trascorse l'anno seguente impegnato nel servizio militare, ed in seguito proseguì gli studi presso l'École des Mines de Paris per ulteriori tre anni. Qui ottenne il titolo di dottore come studente di Vito Volterra nel 1911, e sempre a Parigi divenne infine professore nel 1913.
Dopo essersi occupato di analisi funzionale ed equazioni differenziali alle derivate parziali, Lévy cominciò ad interessarsi alla teoria della probabilità alla fine della prima guerra mondiale, allorché gli fu chiesto di studiare ed approfondire la distribuzione degli errori di puntamento dell'artiglieria.
Nel 1920 fu nominato professore di Analisi allʾÉcole Polytechnique, dove annoverò tra i suoi studenti Benoît Mandelbrot, il fondatore della geometria frattale, e Michel Loève, uno dei fondatori della moderna teoria della probabilità. Continuò ad insegnare all'École Polytechnique fino al 1959. Nel 1964 fu eletto membro dell'Académie des Sciences.
Nel 1926 contribuì ad ostacolare la carriera accademica di Louis Bachelier, ritenuto il padre della finanza moderna, rilevando e segnalando un vistoso errore, peraltro isolato e sostanzialmente ininfluente, in uno dei lavori presentati da quest'ultimo, in vista dell'assegnazione di una cattedra all'università di Digione. Più tardi, Lévy riconobbe il proprio errore, riconciliandosi con Bachelier.
Tra i contributi più importanti di Paul Lévy vanno citati
- La teoria dei processi infinitamente divisibili, in cui è celebre la rappresentazione di Lévy-Kintchine. Ne seguono ad esempio i risultati sulle distribuzioni di probabilità stabili.
- Lo studio delle somme di variabili indipendenti. Portano il suo nome il teorema del limite centrale di Lindeberg-Lévy, ed il teorema di Lévy per variabili indipendenti (che afferma, senza altre ipotesi: se una serie di variabili indipendenti converge in probabilità, allora converge quasi certamente).
- L'introduzione della nozione di martingala, ed il suo uso per la caratterizzazione di Lévy del moto browniano.
- Porta il suo nome anche la curva frattale di Lévy.

Più in generale, Paul Lévy è stato il padre della scuola francese di probabilità, che insieme alla scuola russa di Andrey Kolmogorov, ha dato i principali contributi a questa branca della matematica.

## Scritti
- Leçons d'analyse fonctionnelle (Lezioni di analisi funzionale, 1922)
- Calcul des probabilités (Calcolo delle probabilità, 1925)
- Théorie de l'addition des variables aléatoires (Teoria della somma di variabili aleatorie, 1937-54)
- Processus stochastiques et mouvement brownien (Processi stocastici e moto browniano, 1948).